# Grip

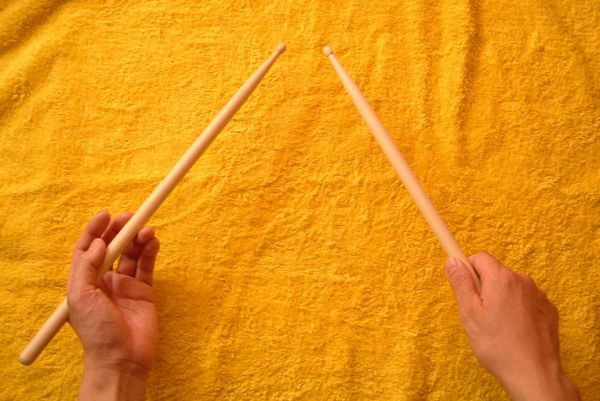
Traditional grip

Grip, ou pegada, é o modo como o baterista ou percussionista segura (manuseia) a baqueta em sua mão. São sete os tipos mais usados.

## Tipos
De acordo com as limitações que o instrumento impõe e como o nosso corpo e articulações comportam-se perante essas limitações. Existem sete tipos de pegadas: traditional grip, matched, french, american, german, ancient, overhand; as fundamentais são a traditional e a matched .

### Traditional grip
A pegada tradicional ou regular vem dos tempos de guerras do século XVIII, quando os soldados percussionistas tinham que tocar de pé a caixa com as baquetas penduradas por uma correia, de forma que o posicionamento delas era “torto”. Muitos bateristas e percussionistas, principalmente os que tocam o estilo jazz, continuam a usar este modo, mas apenas para a mão esquerda.
Esse tipo de grip ainda é muito utilizado em bandas marciais e fanfarras. Diversos bateristas de rock também a utilizam, como Neil Peart e Stewart Copeland.
Nesta pegada, a baqueta é passada entre o dedão e o indicador (estes dois dedos desempenhando a função de eixo da alavanca formado pelo conjunto dedos+baqueta) e entre o dedo médio e o anelar (cuja função é controlar a descida e subida da baqueta, através da alavanca).

### Matched grip

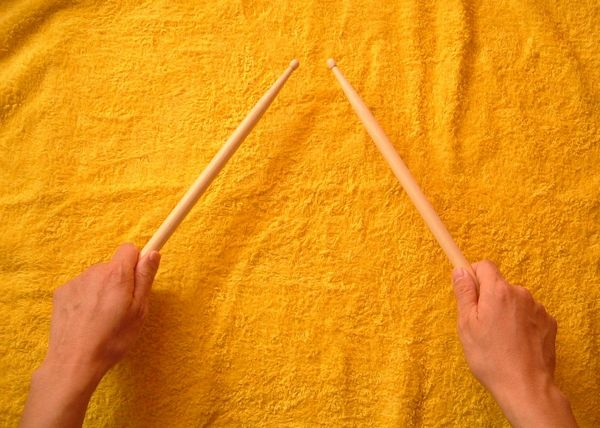
Matched grip

Esta pegada é muito mais recente. Trata-se de pegar a baqueta do mesmo modo nas duas mãos. Também pode ser chamada de pegada moderna.
Nesta pegada, a baqueta é segura pelo indicador e pelo dedão, estes dedos desempenhando a função de eixo da alavanca, com os mais dedos (médio, anelar e mínimo) controlando a descida e subida da baqueta.